# Auguste Mévisto
Auguste Marie Wisteaux dit Auguste Mévisto, né le 11 janvier 1859 à Paris et mort le 4 janvier 1927 à Paris 9e, est un acteur et chansonnier français.
Il est aussi connu sous le nom de Mévisto le Jeune pour le distinguer de son frère Jules Mévisto dit Mévisto l'Aîné.

## Biographie
Auguste Mévisto fait partie de la troupe du Théâtre-Libre d'André Antoine, où ses rôles de méchants lui valent le surnom de l'« Assassin ». Il joue notamment dans La Puissance des ténèbres d'après Léon Tolstoï et  La Grande Marnière de Georges Ohnet au théâtre de la Porte-Saint-Martin en 1888.
Il se produit aussi dans des cafés-concerts comme Scala avec  notamment des chansons d'Aristide Bruant (Biribi).
En 1906, il joue dans Les Plumes du geai de Jean Jullien au théâtre des Bouffes du Nord avant de prendre la direction du théâtre de La Bodinière 18, rue Saint-Lazare, rebaptisé « Théâtre Mévisto » secondé par son frère Jules Mévisto dit Mévisto aîné mais un procès contre la comédienne Polaire les contraint à la fermeture en 1909.

## Théâtre
- 1887 : L'Evasion, drame en un acte et en prose de Villiers de L'Isle-Adam, au Théâtre-Libre
- 1890 : Le Maître, étude en trois tableaux de Jean Jullien, au théâtre des Nouveautés
- 1891 : Jeanne d'Arc, drame historique en cinq actes en prose de Joseph Fabre, au théâtre du Châtelet
- 1892 : La Confrontation, scène dramatique d'Oscar Méténier, à la Scala
- 1901 : Sigismond, fantaisie en un acte avec chœurs, au Tréteau de Tabarin
- 1906 : Les Plumes du geai, pièce en quatre actes de Jean Jullien, au théâtre Molière
- 1907 : Le Déluge, pièce en quatre actes, au théâtre Mévisto
- 1908 : Les Trois masques, drame en un acte de Charles Méré, au théâtre Mévisto
- 1908 : Un épisode sous la Terreur de Fernand Nozière d'après Balzac, au théâtre Mévisto
- 1909 : L'affaire des Variétés, pièce en trois actes de Gabriel Timmory, au théâtre Mévisto

## Filmographie
- 1908 : L'Homme aux gants blancs
- 1910 : Le Spectre de l'autre
- 1910 : La Grève des forgerons
- 1910 : Fleur des maquis
- 1910 : Le Bon Patron
- 1910 : Le Faux Ami
- 1910 : L'Étranger: l'étranger
- 1910 : Dernière relique
- 1911 : Les Deux Frères ou les Deux Orphelins
- 1911 : L'Aiguilleur
- 1911 : Le Rendez-vous
- 1911 : Frère Benoît
- 1911 : La Poupée brisée
- 1911 : La Grande Marnière
- 1911 : Âme de traître (ou Fleur des maquis) de Georges Denola
- 1911 : Oiseau de printemps, Hirondelle d'hiver de Georges Denola
- 1911 : L'Envieuse'
- 1911 : Notre-Dame de Paris
- 1912 : La Tournée du docteur (Le Cabriolet du docteur) de Georges Denola
- 1912 : Madame Tallien
- 1912 : Le Courrier de Lyon
- 1912 : Gerval, le maître de forges : Bertrand
- 1913 : L'Auberge sanglante
- 1913 : La Marseillaise
- 1913 : Les Misérables : Thénardier
- 1913 : Autour d'un testament : Pontois
- 1913 : Le Nabab
- 1913 : Protéa : l'aubergiste
- 1913 : Germinal' : Maheu
- 1913 : Le Chevalier de Maison-Rouge : Rocher
- 1914 : Le Faiseur de fous
- 1915 : La Fille du Boche
- 1916 : Debout les morts !
- 1918 : Le Masque de l'amour
- 1922 : La Ferme du Choquart : l'aubergiste Richard Guépie
- 1925 : La Douleur : Martial Legrand
- 1925 : Oiseaux de passage : Gregoriev
- 1925 : Les Petits: le père Balloche
- 1926 : Le Chemineau de Maurice Kéroul et Georges Monca : François